# Tir als Jocs Olímpics d'estiu de 1912 - Pistola ràpida, 30 metres
La competició de pistola ràpida, 30 metres va ser una de les divuit proves de programa de Tir dels Jocs Olímpics d'Estocolm de 1912. Es disputà el 29 de juny de 1912 i hi van prendre part 42 tiradors procedents de 10 nacions.

## Medallistes
| Or                | Plata            | Bronze                       |
| Alfred Lane (USA) | Paul Palén (SWE) | Johan Hübner von Holst (SWE) |

## Resultats
Distància a 30 metres, amb 60 trets per disparar en 6 sèries de 5 trets cadascuna. Foren vàlids els trets que havien tocat l'objectiu. En cas d'igualtat a trets es passaria a valorar els punts obtinguts.
| Pos.   | Tirador                    | Nació        | Objectius | Punts |
| ------ | -------------------------- | ------------ | --------- | ----- |
| Or     | Alfred Lane                | Estats Units | 30        | 287   |
| Plata  | Paul Palén                 | Suècia       | 30        | 286   |
| Bronze | Johan Hübner von Holst     | Suècia       | 30        | 283   |
| 4      | John Dietz                 | Estats Units | 30        | 283   |
| 5      | Ivan Törnmarck             | Suècia       | 30        | 280   |
| 6      | Eric Carlberg              | Suècia       | 30        | 278   |
| 7      | Georg de Laval             | Suècia       | 30        | 277   |
| 8      | Walter Winans              | Estats Units | 30        | 276   |
| 9      | Sándor Török de Szendrő    | Hongria      | 30        | 275   |
| 10     | Hans Roedder               | Estats Units | 30        | 275   |
| 11     | Gustaf Boivie              | Suècia       | 30        | 272   |
| 12     | Edmond Sandoz              | França       | 30        | 272   |
| 13     | Patrik de Laval            | Suècia       | 30        | 268   |
| 14     | Georgy Panteleymonov       | Rússia       | 30        | 265   |
| 15     | Vilhelm Carlberg           | Suècia       | 29        | 274   |
| 16     | Peter Dolfen               | Estats Units | 29        | 274   |
| 17     | Erik Boström               | Suècia       | 29        | 274   |
| 18     | Frans-Albert Schartau      | Suècia       | 29        | 270   |
| 19     | Reginald Sayre             | Estats Units | 29        | 268   |
| 20     | Adolf Schmal               | Àustria      | 29        | 267   |
| 21     | Harry Sears                | Estats Units | 29        | 266   |
| 22     | Nikolay Melnitsky          | Rússia       | 29        | 264   |
| 23     | Ioannis Theofilakis        | Grècia       | 29        | 263   |
| 24     | Pavel Voyloshnikov         | Rússia       | 29        | 260   |
| 25     | Félix Alegría              | Xile         | 29        | 259   |
| 26     | Georges de Créqui-Montfort | França       | 28        | 263   |
| 27     | Konstantinos Skarlatos     | Grècia       | 28        | 261   |
| 28     | Amos Kash                  | Rússia       | 28        | 260   |
| 29     | Frangiskos Mavrommatis     | Grècia       | 28        | 256   |
| 30     | Axel Gyllenkrok            | Suècia       | 28        | 255   |
| 31     | Maurice Faure              | França       | 28        | 250   |
| 32     | Grigory Shesterikov        | Rússia       | 28        | 250   |
| 33     | Alexandros Theofilakis     | Grècia       | 27        | 242   |
| 34     | Nikolaos Levidis           | Grècia       | 27        | 231   |
| 35     | Anastasios Metaxas         | Grècia       | 26        | 232   |
| 36     | Charles de Jaubert         | França       | 26        | 229   |
| 37     | Hugo Cederschiöld          | Suècia       | 26        | 225   |
| 38     | Harald Ekwall              | Xile         | 25        | 217   |
| 39     | Georg Meyer                | Alemanya     | 25        | 207   |
| 40     | Edmond Bernhardt           | Àustria      | 25        | 194   |
| 41     | William McClure            | Regne Unit   | 23        | 180   |
| 42     | Henri de Castex            | França       | 17        | 140   |